# Hoog spel in Israël

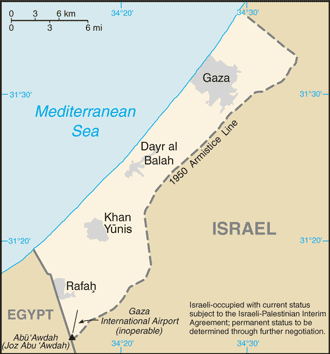
De Gazastrook, Palestijns gebied dat is ingeklemd door de Middellandse zee, Israël en Egypte.

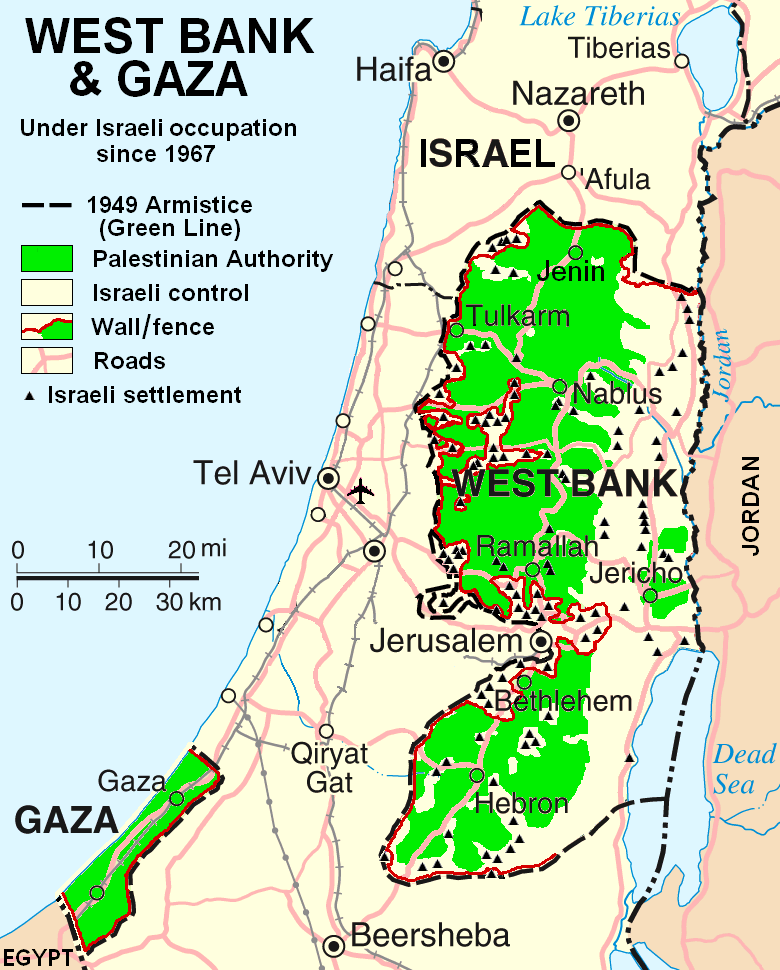
De Palestijnse gebieden.

Hoog spel in Israël is een spionageroman van auteur Gérard de Villiers en het 147e deel uit de S.A.S.-reeks met als protagonist de Oostenrijkse prins en freelance CIA-agent Malko Linge.

## Het verhaal
Midden op de Rode Zee wordt het schip de Karin A geënterd door Israëlische strijdkrachten onder de verdenking dat het schip wapens vervoert bestemd voor de Palestijnse Autoriteit onder leiding van Yasser Arafat.
Volgens de Israëliërs werden de wapens geladen in Iran met als eindbestemming de Gazastrook, waar deze in containers voor de kust zouden worden gedropt omdat de Gazastrook niet over natuurlijke havens beschikt.
Deze actie torpedeert elke poging tot Israëlisch-Palestijnse toenadering.
Aan Malko de opdracht om, in een wereld vol halve waarheden en flagrante leugens, uit te vinden hoe de zaak werkelijk in elkaar steekt. Hiervoor vertrekt hij naar Cyprus en de Gazastrook.

## Personages
- Malko Linge, Oostenrijkse prins en CIA-agent;
- Frank Capistrano, de speciaal adviseur voor Nationale Veiligheid van de president van de Verenigde Staten.